# Бронников, Анатолий Аверьянович
Анатолий Аверьянович Бронников (18 июля 1953, посёлок Кега, Архангельская область, РСФСР, СССР — 24 августа 2018, Архангельск, Россия) — советский и российский государственный и политический деятель. Глава администрации города Архангельска с 11 ноября по 5 июля 1993 годов. Назначен постановлением Главы администрации Архангельской области при согласии городского Совета депутатов. С января 1994 года по июль 2018 года работал на руководящих должностях в органах Казначейства России на территории Архангельской области и Ненецкого автономного округа.

## Биография
Анатолий Аверьянович Бронников родился 18 июля 1953 года в поселке Кега Приморского района Архангельской области. В 1975 году окончил Архангельский ордена Трудового Красного Знамени лесотехнический институт им. В.В. Куйбышева (с присвоением квалификации «Инженер-механик»). После окончания института работал на различных должностях Исакогорской лесобазы. С 1985 по 1990 гг. — секретарь парткома, заместитель председателя Исакогорского райисполкома, второй секретарь, первый секретарь Исакогорского райкома КПСС. В течение 1990–1991 гг. — прошел путь до председателя исполкома Архангельского городского Совета народных депутатов. С ноября 1991 г. по июль 1993 г. А.А. Бронников занимал должность Главы городской администрации — мэра г. Архангельска.
В период его руководства городом открыт Московский проспект, автомобильная дорога в порт Экономия; автобусный и троллейбусный транспорт переведен на договорные отношения с муниципалитетом, что позволило запустить городские маршруты в поселок Цигломень и аэропорт «Талаги» взамен междугородних. Архангельск стал первым городом, упразднившим районное деление, заменив его на 9 административных округов.
В 1992 году в непростых экономических условиях Архангельском был сформирован и исполнен бездефицитный бюджет. Анатолия Аверьяновича без преувеличения можно назвать одной из знаковых фигур в руководстве Архангельской области в новейшее время.
С января 1994 года по июль 2018 года Анатолий Аверьянович работал в органах Федерального казначейства России (начальник, руководитель Отделения федерального казначейства по г. Архангельску, Приморскому и Соловецкому районам; заместитель руководителя Управления Федерального казначейства по Архангельской области; руководитель Отделения по г. Архангельску; заместитель руководителя Управления Федерального казначейства по Архангельской области и Ненецкому автономному округу).